# Otwock (stacja kolejowa)
Otwock – stacja kolejowa w Otwocku, w województwie mazowieckim.

## Ruch pasażerski
| Rok  | Wymiana roczna | Wymiana pasażerska na dobę | miejsce w Polsce |
| ---- | -------------- | -------------------------- | ---------------- |
| 2017 | 3 760 000      | 10 300                     | 19               |
| 2018 | 2 660 000      | 7 300                      | 32               |
| 2019 | 3 290 000      | 9 000                      | 26               |
| 2020 | 1 940 000      | 5 300                      | 26               |
| 2021 | 1 900 000      | 5 200                      | 37               |
| 2022 |                | 7 300                      | 40               |

## Opis
Według klasyfikacji PKP ma kategorię dworca aglomeracyjnego.
Ze stacji Otwock można dojechać elektrycznymi pociągami Szybkiej Kolei Miejskiej i Kolei Mazowieckich do Warszawy, Pilawy i Dęblina. Ponadto na stacji zatrzymują się niektóre pociągi dalekobieżne do Lublina, Łodzi, Wrocławia i Bydgoszczy.
W 2015 roku Mazowiecki Wojewódzki Konserwator Zabytków wpisał budynek dworca wraz z wiatą peronową w Otwocku do rejestru zabytków.
| Przewoźnik | Linia | Trasa |
| ---------- | ----- | --- |
| SKM        | S1    | Otwock – Warszawa Falenica - Warszawa Wschodnia - Warszawa Śródmieście – Warszawa Zachodnia - Pruszków                                                |
| KM         | R7    | Warszawa Zachodnia - Warszawa Śródmieście - Warszawa Wschodnia - Warszawa Wawer - Warszawa Falenica - Otwock - Celestynów - Pilawa - Sobolew - Dęblin |

## Galeria

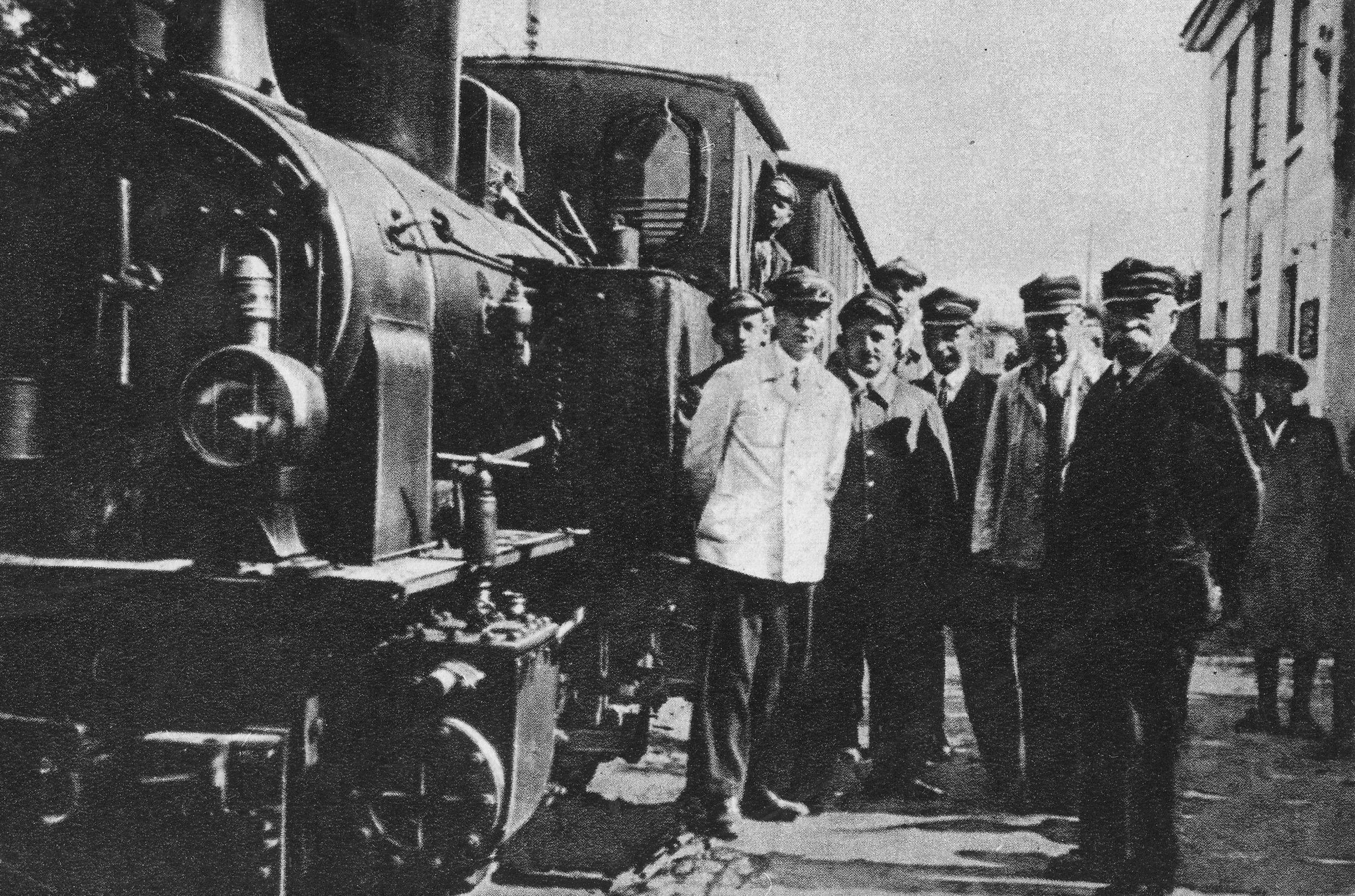
Grupa kolejarzy na stacji kolei wąskotorowej Jabłonna - Karczew, Otwock 1932r.
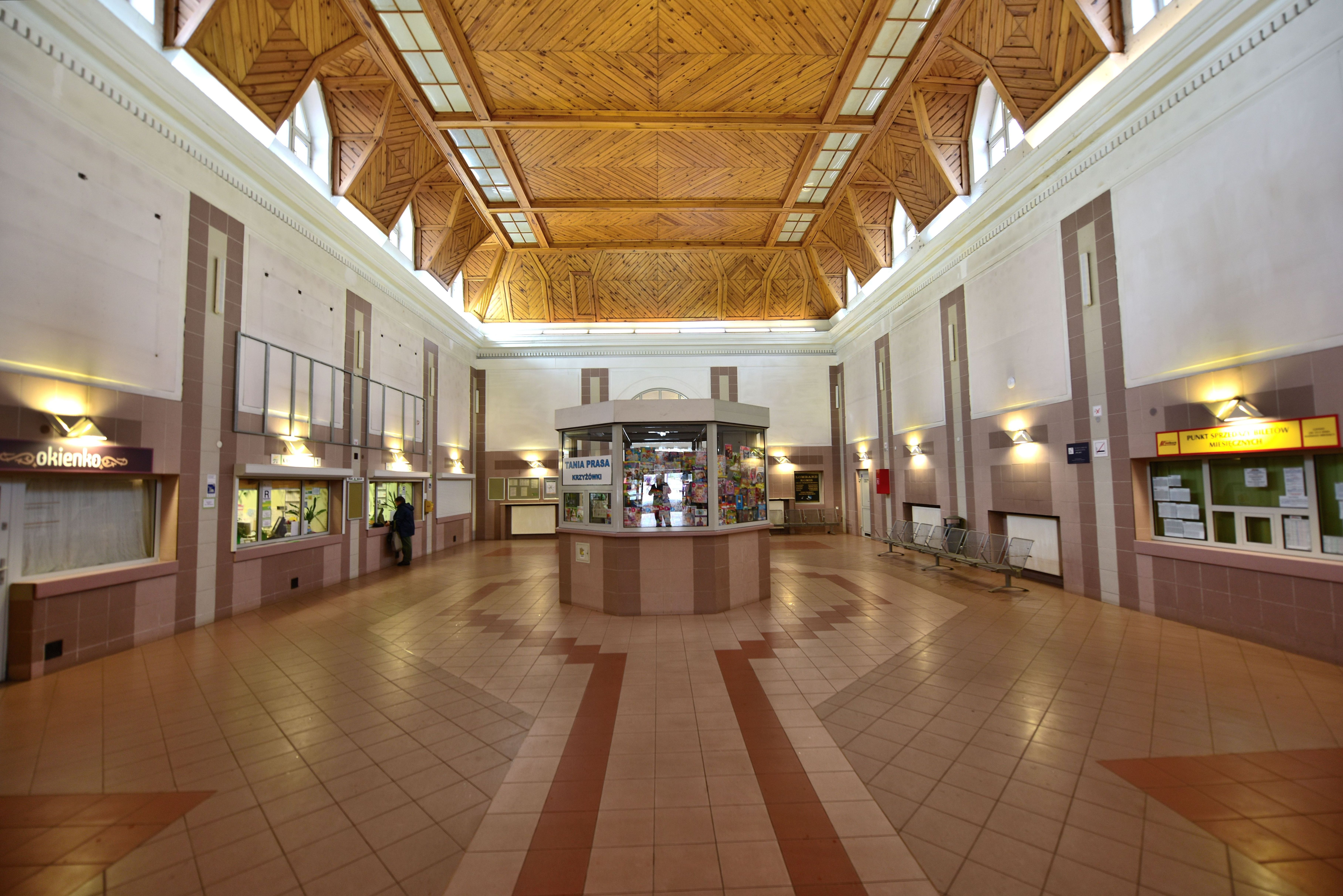
Wnętrze dworca kolejowego
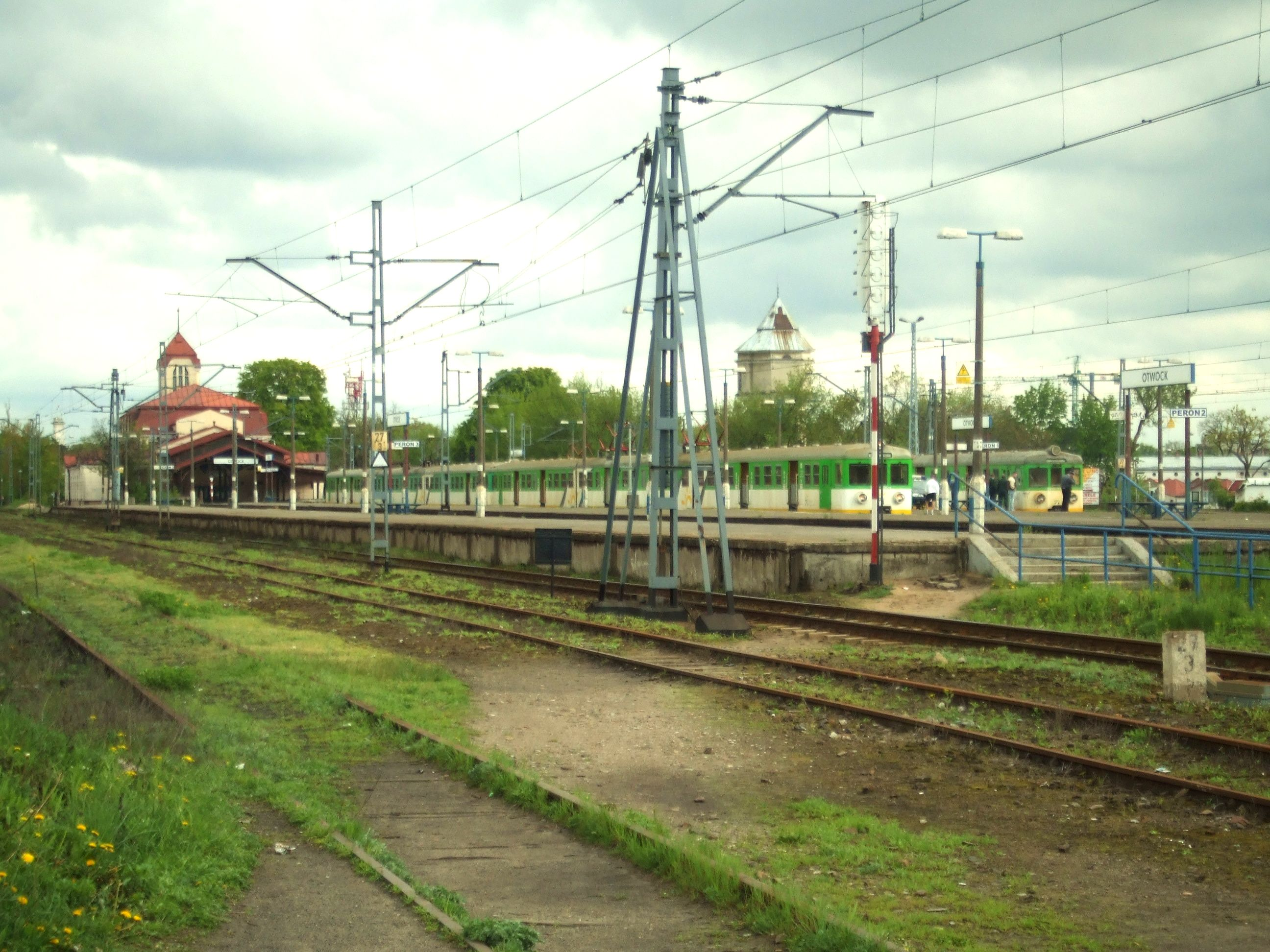
Perony
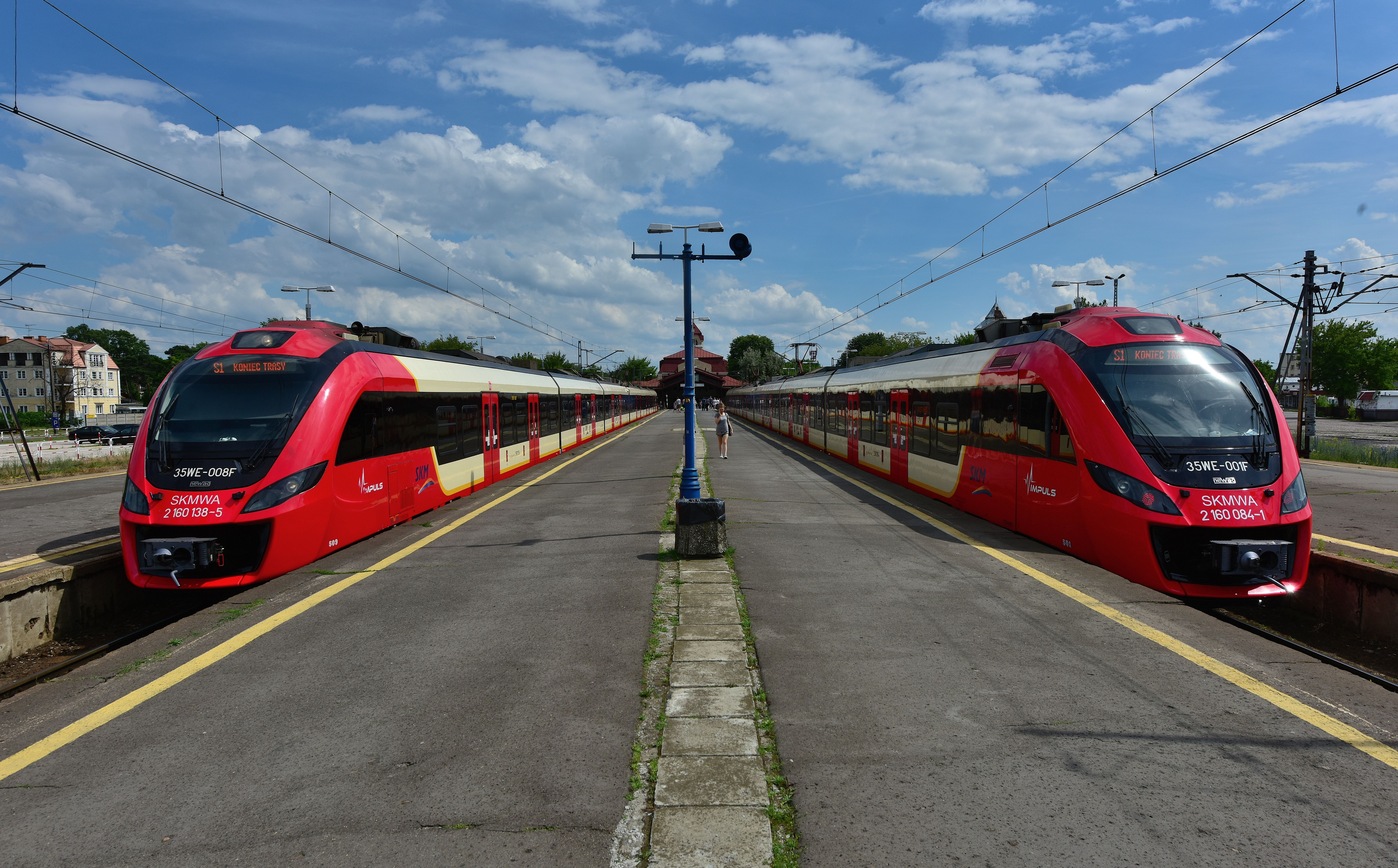
Pociągi SKM na stacji
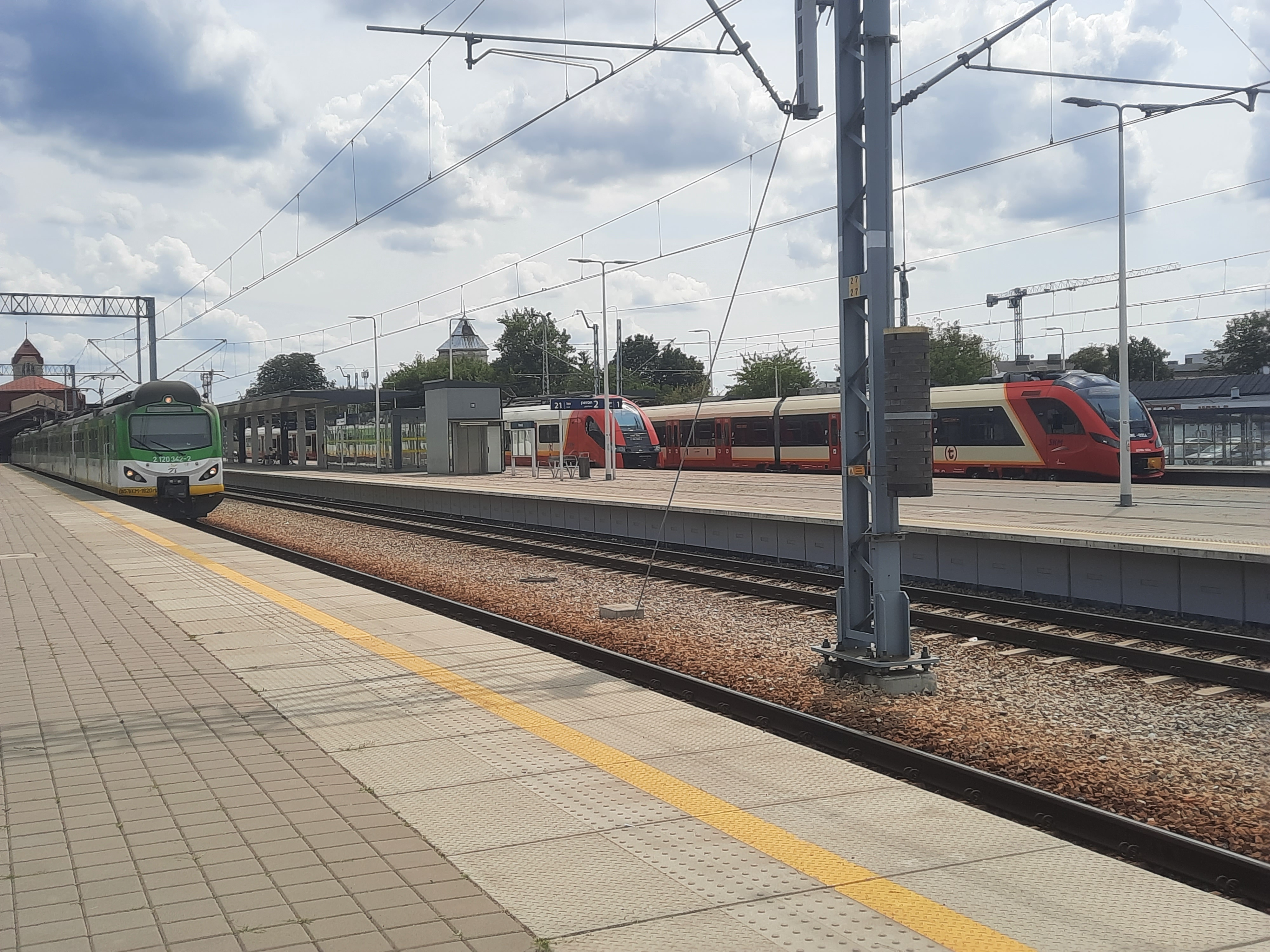
Perony stacji po remoncie